# Darlington Nagbe
Darlington Nagbe, né le 19 juillet 1990 à Monrovia au Liberia, est un joueur international américain de soccer. Il joue au poste de milieu de terrain au Crew de Columbus en MLS. Il possède également la nationalité libérienne.

## Biographie

### Parcours universitaire
Né au Libéria, Darlington est le fils de Joe Nagbe, footballeur professionnel et ancien capitaine de l'équipe nationale libérienne. Il suit son père avec sa famille en France, en Grèce et en Suisse avant de s'installer dans la région de Cleveland aux États-Unis en 2001. Il étudie à l'Université d'Akron et rejoint la prestigieuse équipe de soccer des Zips en NCAA.

### Les débuts à Portland
Il remporte un titre de champion NCAA en 2010 et décide de quitter précocement l'université en signant un contrat Génération Adidas. Il est alors repêché en deuxième position lors de la MLS SuperDraft 2011 par les Timbers de Portland,.
Après avoir raté les premières semaines de la saison 2011 en raison d'une blessure, Nagbe fait ses débuts professionnels le 2 avril 2011 lors d'un match nul 1-1 contre le Revolution de la Nouvelle-Angleterre. Il inscrit son premier but avec une brillante reprise de volée - qui sera plus tard nommé But de l'année 2011 en MLS - à l'occasion d'une défaite 2-1 contre le Sporting de Kansas City, le 2 juillet 2011,. À l'occasion d'une rencontre contre le Real Salt Lake le 31 mars 2012, il marque à deux reprises mais ne peut empêcher la défaite de son équipe sur le score de 2-3. Le 15 juin 2013, il fait de nouveau parler de lui avec un des plus beaux buts de la saison en frappant, dos au but, contre le FC Dallas.
Au fil des saisons, Darlington Nagbe s'illustre comme l'un des meilleurs milieux de terrain de la ligue, une notoriété lui valant alors d'être sélectionné par les États-Unis depuis 2015.

### Une transaction majeure vers Atlanta
À l'issue de la saison 2017 et alors qu'il réclame une forte revalorisation salariale, il est échangé à Atlanta United contre une somme d'allocation monétaire dépassant le million de dollars le 13 décembre 2017.
Son passage à Atlanta est prolifique puisqu'il remporte la Coupe MLS en 2018 avant de soulever le trophée de la Coupe des États-Unis en 2019.

### À Columbus, réunion avec Caleb Porter
Fort de ces nouveaux succès, il est envoyé le 13 novembre 2019 au Crew de Columbus contre une somme d'allocation monétaire qui surpasse de nouveau le million de dollars. Il retrouve alors son ancien entraîneur Caleb Porter qui l'a dirigé entre 2008 et 2010 avec les Zips d'Akron puis de 2011 à 2017 à Portland.
Il dispute sa première rencontre avec le Crew à l'occasion de la partie inaugurale de la saison 2020 où il est titularisé le 1er mars face au New York City FC (victoire 1-0). Au retour du Tournoi MLS is Back, il inscrit son premier but pour Columbus, avec une reprise de vollée du pied droit dans une victoire 3-0 contre le Fire de Chicago le 20 août 2020. Troisième de la conférence Ouest au terme de la saison régulière, le Crew de Columbus entre en séries avec une opposition face aux Red Bulls de New York où Nagbe s'illustre avec un but au cours d'une victoire 3-2. Le club poursuit sa lancée et atteint la finale de la Coupe MLS mais l'international américain ne peut disputer la rencontre contre les Sounders de Seattle en raison d'un test positif à la Covid-19. Le Crew de Columbus remporte néanmoins la deuxième Coupe MLS de son histoire le 12 décembre 2020.
Lors de la saison 2021, de nombreuses blessures au milieu de terrain du Crew amènent à l'omniprésence de Darlington Nagbe qui dispute trente-sept rencontres. Bien que son équipe ne se qualifie pas pour les séries éliminatoires, Columbus remporte la Campeones Cup 2021 face au Cruz Azul, vainqueur de la Supercoupe du Mexique 2021 (en) le 29 septembre.

### Parcours en sélection
Né au Liberia, Nagbe rejoint les États-Unis en 2001 et obtient sa citoyenneté américaine en septembre 2015,. Dès lors, il est admissible pour la sélection américaine et joue pour la première fois avec le maillot national le 13 novembre suivant contre Saint-Vincent-et-les-Grenadines. Six mois plus tard, pour sa sixième sélection, Nagbe entre en jeu à la mi-temps et inscrit le but vainqueur à la dernière minute d'un match amical face à l'Équateur.
Lors de la Gold Cup 2017, il rejoint les Yanks pour la phase à élimination directe de la compétition, étant appelé par Bruce Arena. Il est titulaire lors du quart de finale face au Salvador et de la demi-finale contre le Costa Rica avant de démarrer la finale remportée 2-1 face à la Jamaïque le 26 juillet 2017. Bien qu'il ne joue pas la phase de groupes, il est néanmoins nommé dans l'équipe-type de la compétition.

## Statistiques
| Saison                | Club                  | Championnat           | Championnat | Championnat | Coupe(s) nationale(s) | Coupe(s) nationale(s) | Compétition(s) continentale(s) | Compétition(s) continentale(s) | Compétition(s) continentale(s) | Séries | Séries | États-Unis | États-Unis | Total | Total |
| Saison                | Club                  | Division              | M.          | B.          | M.                    | B.                    | Comp.                          | M.                             | B.                             | M.     | B.     | M.         | B.         | M.    | B.    |
| 2011                  | Timbers de Portland   | MLS                   | 28          | 2           | 1                     | 0                     | -                              | -                              | -                              | -      | -      | -          | -          | 29    | 2     |
| 2012                  | Timbers de Portland   | MLS                   | 33          | 6           | 1                     | 0                     | -                              | -                              | -                              | -      | -      | -          | -          | 34    | 6     |
| 2013                  | Timbers de Portland   | MLS                   | 34          | 9           | 4                     | 1                     | -                              | -                              | -                              | 4      | 1      | -          | -          | 42    | 11    |
| 2014                  | Timbers de Portland   | MLS                   | 32          | 1           | 1                     | 1                     | LCC                            | 2                              | 0                              | -      | -      | -          | -          | 35    | 2     |
| 2015                  | Timbers de Portland   | MLS                   | 33          | 5           | 1                     | 0                     | -                              | -                              | -                              | 6      | 0      | 2          | 0          | 42    | 5     |
| 2016                  | Timbers de Portland   | MLS                   | 27          | 1           | 1                     | 0                     | LCC                            | 3                              | 1                              | -      | -      | 8          | 1          | 39    | 3     |
| 2017                  | Timbers de Portland   | MLS                   | 27          | 3           | 0                     | 0                     | -                              | -                              | -                              | 2      | 0      | 14         | 0          | 43    | 3     |
| Sous-total            | Sous-total            | Sous-total            | 214         | 27          | 9                     | 2                     | -                              | 5                              | 1                              | 12     | 1      | 24         | 1          | 264   | 32    |
| 2018                  | Atlanta United        | MLS                   | 23          | 0           | 0                     | 0                     | -                              | -                              | -                              | 5      | 0      | 1          | 0          | 29    | 0     |
| 2019                  | Atlanta United        | MLS                   | 33          | 2           | 5                     | 0                     | LCC+CC                         | 4+1                            | 0                              | 3      | 0      | -          | -          | 46    | 2     |
| Sous-total            | Sous-total            | Sous-total            | 56          | 2           | 5                     | 0                     | -                              | 5                              | 0                              | 8      | 0      | 1          | 0          | 75    | 2     |
| 2020                  | Crew de Columbus      | MLS                   | 16          | 1           | -                     | -                     | -                              | -                              | -                              | 3      | 1      | -          | -          | 19    | 2     |
| 2021                  | Crew de Columbus      | MLS                   | 33          | 2           | -                     | -                     | LCC+CC                         | 3+1                            | 0                              | -      | -      | -          | -          | 37    | 2     |
| 2022                  | Crew de Columbus      | MLS                   | 34          | 3           | 0                     | 0                     | -                              | -                              | -                              | -      | -      | -          | -          | 34    | 3     |
| 2023                  | Crew de Columbus      | MLS                   | 8           | 0           | 0                     | 0                     | LCup                           | 0                              | 0                              | -      | -      | -          | -          | 8     | 0     |
| Sous-total            | Sous-total            | Sous-total            | 91          | 6           | 0                     | 0                     | -                              | 4                              | 0                              | 3      | 1      | -          | -          | 98    | 7     |
| Total sur la carrière | Total sur la carrière | Total sur la carrière | 361         | 35          | 14                    | 2                     | -                              | 14                             | 1                              | 23     | 2      | 25         | 1          | 437   | 41    |

## Palmarès

### Collectif
Zips d'Akron
- Champion de la NCAA en 2010

 Timbers de Portland
- Vainqueur de la Coupe MLS en 2015

 Atlanta United
- Vainqueur de la Coupe MLS en 2018
- Vainqueur de la Coupe des États-Unis en 2019

 Crew de Columbus
- Vainqueur de la Coupe MLS en 2020
- Vainqueur de la Campeones Cup en 2021

### Individuel
- Récipiendaire du Trophée Hermann du meilleur joueur universitaire en 2010
- But de l'année en MLS en 2011
- Trophée du fair-play de la MLS en 2013 et 2015